# Émile Gastebois
Pour les articles homonymes, voir Gastebois.
Émile Louis Gastebois est un dessinateur et lithographe français né à Sézanne le 12 janvier 1853 et mort à Paris, 4, rue de la Gaîté, le 2 juin 1882.

## Biographie
Fils de vigneron, après des études primaires locales, il fut l'élève de l'atelier Barbat à Châlons-sur-Marne en 1870. Il collaborait avec Léon Morel pour des comptes rendus de la Société d'agriculture, commerce, sciences et arts du département de la Marne. Il effectuait ensuite son service militaire et fut affecté en 1875 comme dessinateur lithographe au ministère de la Guerre et entrait au Comité de l'Artillerie. Il restait à Paris jusqu'à sa mort en 1882.

## Œuvres
- Il dessina de nombreuses vues du département de la Marne : églises, château, abbayes et dolmens.
- Il illustra des publications archéologiques et héraldiques.
- Durant son service militaire comme artilleur, son crayon ne sera pas au repos.

La bibliothèque municipale de Reims, conserve l'essentiel de son œuvre graphique.

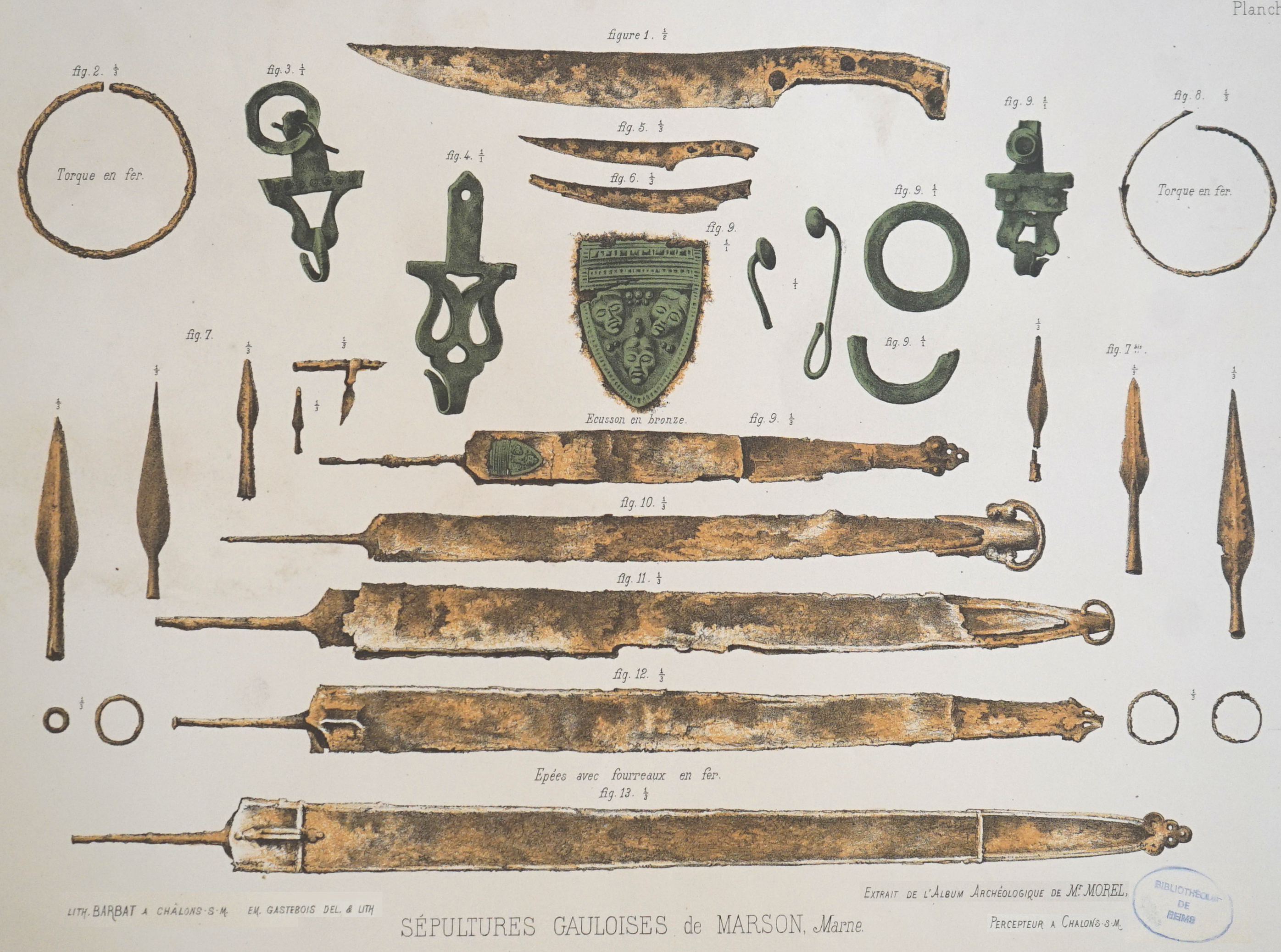
Lithographie pour les fouilles à Marson,
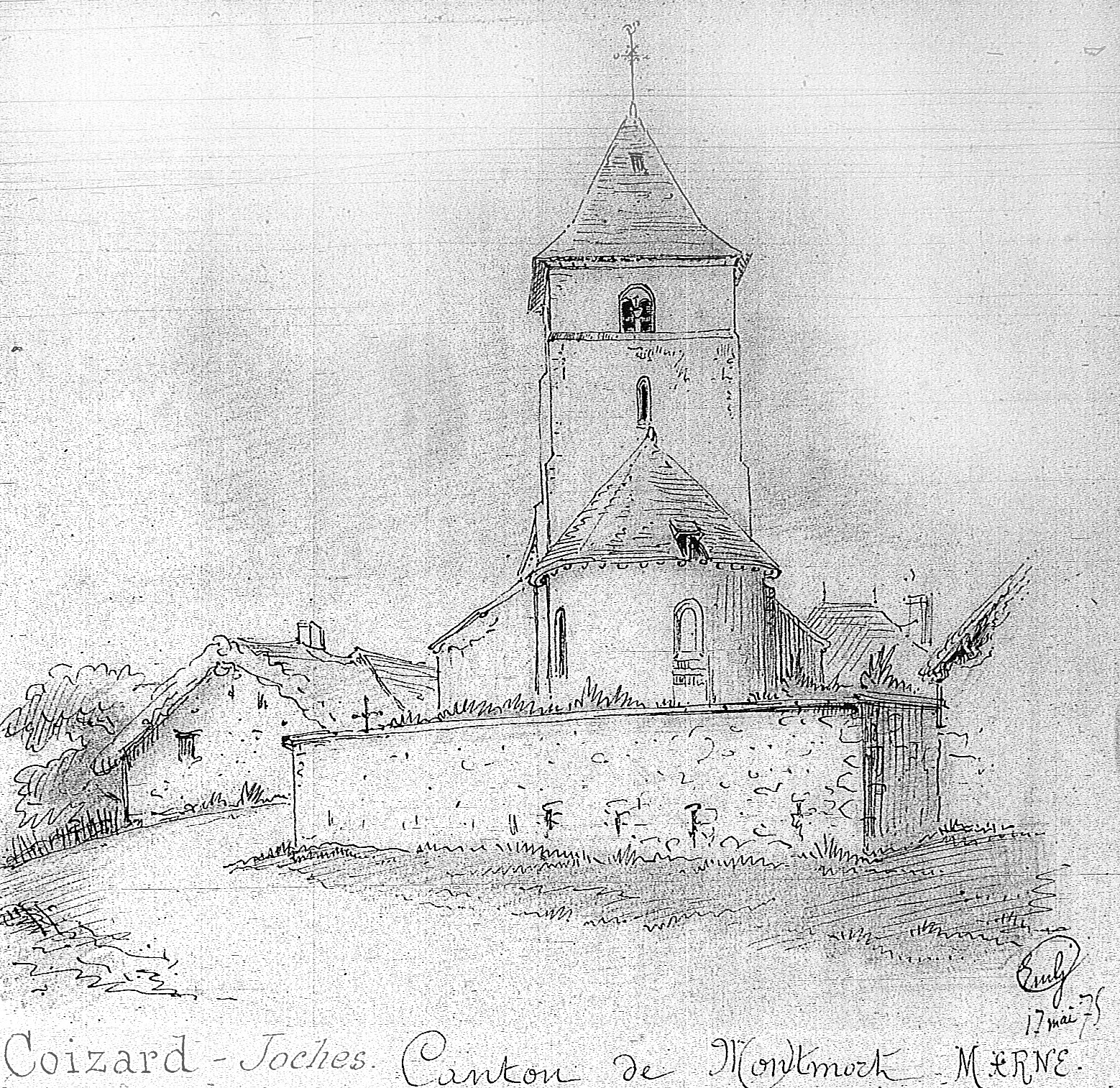
l'église de Coizard-Joches,
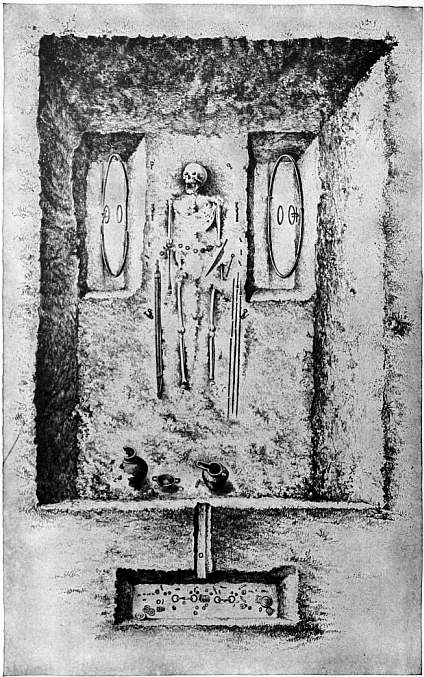
dessin utilisé pour l'Encyclopædia Britannica de 1911.

## Exposition
Une exposition a eu lieu du 4 septembre 2007 au 29 septembre 2007 à la Médiathèque d'Épernay.